# Ариш
Ариш (лат. Larix) је једна врста четинарског дрвећа, род дрвета из породице Pinaceae. У овом роду постоји 10—14 врста биљака од којих се у Европи и северној Азији налази око седам. Фосилна историја рода је веома богата и казује да су ариши били веома распрострањени током читавог терцијара. Најстарији фосилни налаз рода је врста  LePage & Basinger}-, честа од средине еоцена.
Најпознатији представник овог рода је европски ариш (Larix europaea). Ариши се јављају у хладном и умереном појасу северне полулопте.Најраспрострањеније су у Русији (тајге) и Канади. Ариши су интересантни јер су, иако четинари, листопадне биљке.

## Особине
Биљке из овог рода имају право и високо стабло, висине од 15 до 50 метара, а изузетно и до 80 метара. Главна осовина носи неправилно, пршенасто распоређене гране. Биљке из овог рода имају две врсте изданака: кратке и дуге. Лишће је игличасто и опада сваке јесени. На дугорастима четине су спирално распоређене, а на краткорастима су у чуперцима.

## Класификација и врсте
Раније се род ариша делио на две секције на основу дужине заштитних љуспи (брактеја) у шишаркама: sect. Larix је садржала врсте са малим и слабо приметним зажтитним љуспама, док су у sect. Multiserialis биле врсте са дугачким заштитним љуспама. Генетичка истраживања (Gernandt & Liston 1999) нису подржала ову поделу, већ указују на разлике између врста Старог света и врста Новог света. Према њиховим резултатима, дужине шишарке и заштитних љуспи у њима су просто адаптације на климатске услове. По још новијим истраживањима (Wei and Wang 2003, 2004) присутне су три монофилетске кладе унутар рода Larix: једна која обухвата северноамеричке врсте, једна која обухвата евроазијске врсте са кратким заштитним љуспама, и једна која обухвата евроазијске врсте са дугачким заштитним љуспама (изузетак је врста Larix sibirica која има кратке љуспе а налази се у клади са врстама дугих љуспи).
Постоји 10-14 врста ариша. Оне обележене астериском (*) у доњем списку нису прихваћене од свих аутора као посебне врсте.
евроазијске врсте са кратким заштитним љуспама у шишаркама
- Европски ариш. Планине централне Европе.
- . Шуме источног Сибира.
- Јапански ариш. Планине централног Јапана.
- *. Планине северне Кине.

евроазијске врсте са дугачким заштитним љуспама у шишаркама
- Кинески ариш. Планине југозападне Кине.
- *. Централни Хималаји.
- . Планине западне Кине.
- *. Планине југозападне Кине.
- Хималајски ариш (лат. L. griffithiana). Источни Хималаји.
- Сибирски ариш (лат. L. sibirica). Западни Сибир.

северноамеричке врсте
- . Шуме Северне Америке.
- . Високе планине на северозападу САД и југозападу Канаде.
- . Ниже планине на северозападу САД и југозападу Канаде.

Већина ових врсти може се укрштати у узгоју; најпознатији хибрид је Larix × marschlinsii, који је настао у Швајцарској и Шкотској укрштањем ариша који су узгајани заједно.

## Гљиве у шуми Ариша
У симбиози са аришом расту многе врсте гљива, као што су прстењак (Suillus gravillei), аришова млечница (Lactairus porninsis), смеђи шупљикавац који се јавља у жутој форми (Boletinus cavipes), сива слинавка (Suillus aeruginascens) и многе друге гљиве које се могу пронаћи једино испод ариша коме преко зиме опадају четине.